# Barry Bannan
Barry Bannan (Glasgow, 1 de dezembro de 1989) é um futebolista escocês, que atua como meia. Atualmente joga pelo Sheffield Wednesday.
Ele fez a sua estreia pelo Aston Villa em dezembro de 2008 pela Copa da UEFA, entrando no segundo tempo de um jogo contra o Hamburger SV. Bannan jogou seu primeiro jogo inteiro contra o CSKA Moscou também pela Copa da UEFA.